# Ліван на зимових Олімпійських іграх 1980
Ліван брав участь у Зимових Олімпійських іграх 1980 року у Лейк-Плесіді (США) удев'яте за свою історію, але не завоював жодної медалі. Збірну країни представляли 3 учасника, з яких 1 жінка.